# Меннерс, Роджер, 5-й граф Ратленд
Роджер Меннерс, 5-й граф Ратленд (англ. Roger Manners, 5th Earl of Rutland; 6 октября 1576 года — 26 июня 1612 года, Кембридж) — английский аристократ, меценат, военный деятель и дипломат.

## Под опекой государства
Роджер Меннерс родился и провел детские годы в замке Хелмсли у реки Рай (ржаная река) в Северном Йоркшире. Он получил блестящее классическое образование. C 6 лет с ним занимались домашние учителя, которые готовили его к обучению в Кембридже, где в своё время учились его отец и дядя. В 1587 году, в возрасте 11 лет, он был отправлен на учёбу в Куинз-колледж Кембриджского университета. На следующий год, в 1588, умер его отец — Джон Меннерс, 4-й граф Ратленд; Роджер в возрасте 12 лет стал 5-м графом Ратлендом и, по тогдашним правилам, «подопечным государства», как все мальчики из аристократических семей, потерявшие отцов до своего совершеннолетия. В его владение перешел фамильный замок Бельвуар в Лейстершире с большой, постоянно пополняемой библиотекой. Лорд-казначей королевы Елизаветы I Уильям Сесил, 1-й барон Бёрли, поручил попечение над юным графом государственному деятелю и ученому Фрэнсису Бэкону, который выбрал ему в качестве наставника выдающегося педагога Джона Джегона, вслед за которым граф Ратленд позже перешел в колледж Корпус-Кристи. 20 февраля 1595 года он закончил этот колледж и во время торжественной церемонии, в которой участвовали его старшие друзья граф Эссекс и граф Саутгемптон, получил степень Магистра искусств.

## Путешествие за границу
В сентябре 1595 года графу Ратленду было разрешено выехать за границу, в январе 1596 года он сел на корабль в Плимуте и через Францию и Швейцарию добрался до Италии, где стал слушателем в знаменитом Падуанском университете. В Швейцарии он познакомился с выдающимся ученым Гаспаром Вазером, с которым потом переписывался. В Падуе его однокурсниками были два студента из Дании — Розенкранц и Гильденстерн. В Италии Роджер Меннерс тяжело заболел лихорадкой, дело было настолько серьезно, что он даже составил завещание, однако болезнь отступила. Вернувшись в 1597 году в Англию, граф Ратленд принял участие в морской экспедиции графа Эссекса и сэра Уолтера Рэли против Испании, флот вышел из Плимута, но жестокий шторм не дал ему уйти далеко от берегов Англии. В этой экспедиции вместе с графом Ратлендом были его друг граф Саутгемптон и поэт Джон Донн. В 1598 году Роджер Меннерс продолжил своё юридическое образование в Грейс Инн — одной из четырёх придворных юридических корпораций, славившейся своими театрализованными праздниками.

## Женитьба и ирландский поход
5 марта 1599 года, по настоянию родственников и с согласия королевы граф Ратленд женился на падчерице графа Эссекса Елизавете Сидни, дочери поэта Филиппа Сидни, национального героя, умершего от ран, полученных на поле боя. Невесте было 14 лет. Вскоре после свадьбы, граф Ратленд, произведенный в пехотные полковники, самовольно, без разрешения королевы, присоединился к графу Эссексу в его походе в Ирландию, где 30 мая того же года после взятия крепости Кахир был посвящён в рыцари, однако по настоянию королевы Елизаветы уже в июне 1599 года он был вынужден вернуться в Англию. Замечен в пренебрежении службой при дворе ради ежедневных походов в театр вместе со своим другом графом Саутгемптоном. 10 июля того же года Ратленд получил степень Магистра Искусств в Оксфорде, затем короткое время служил в Голландии под началом графа Нортумберленда, а 14 июня 1600 года был назначен на почетные должности констебля Ноттингемского замка и хранителя Шервудского леса.

## Участие в мятеже графа Эссекса
8 февраля 1601 года граф Ратленд принял участие в мятеже графа Эссекса против королевы Елизаветы и был одним из тех, кто был задержан в доме Эссекса. 23 февраля 1601 года граф Эссекс был казнен. Граф Ратленд вместе с графом Саутгемптоном и двумя младшими братьями Фрэнсисом и Джорджем, также участвовавшими в мятеже, был заключен в Тауэр, допрошен Тайным Советом и оштрафован на гигантскую по тем временам сумму 30 тыс. фунтов стерлингов, после чего сослан в замок Аффингтон под надзор его дяди эсквайра Роджера Меннерса. Только в 1602 году по ходатайству казначея королевы лорда Сесила Роджеру Меннерсу было разрешено вернуться в замок Бельвуар.

## Посол короля Якова I в Эльсинор
После смерти королевы Елизаветы в 1603 году, по приказу нового короля Якова I граф Ратленд, как и другие участники мятежа Эссекса, был освобожден от наказания и вскоре вместе со своей женой, крестницей королевы Елизаветой Сидни-Ратленд встречал короля в своем замке Бельвуар — здесь король остановился по пути из Шотландии в Лондон, где в это время свирепствовала чума. Для короля была представлена пьеса-маска Бена Джонсона «Метаморфозы цыган». Граф Ратленд прибыл в Лондон вместе с королём, и во время коронации Якова I 2 июня 1603 года был награждён орденом Рыцаря Бани, а 9 июня 1603 года получил почетные должности хранителя Бирквуд Парка, Йоркшира, Нортхэмптоншира и замка Клипстон. Через несколько дней он был направлен Яковом I с посольством в Данию, где вручил королю Христиану IV Орден Подвязки и был представителем короля Якова I при крещении наследника датского престола. Торжества проходили в замке Эльсинор, где граф Ратленд вновь встретился со своими падуанскими однокурсниками Рознекранцем и Гильденстерном. 20 сентября 1603 года Ратленд был назначен лордом-лейтенантом Линкольншира, а затем попечителем Грантхэма. Его жена Елизавета интересовалась литературой, её поэтический салон посещали крупнейшие поэты того времени — Джон Донн, Бен Джонсон, Майкл Дрейтон, Джордж Чапмен, Фрэнсис Бомонт, Джон Флетчер.

## Тайные похороны
В 1609 году граф Ратленд стал попечителем Беннингтона и Мэнсфилда, но к этому времени он уже тяжело болел, однако успел основать в Боттесфорде, в пяти милях от замка Бельвуар, школу и дом престарелых. 26 июня 1612 года в возрасте 36 лет Роджер Меннерс, 5-й граф Ратленд, умер в своем кабинете в Кембридже. Его тело было забальзамировано и через месяц доставлено в фамильную усыпальницу Ратлендов недалеко от замка Бельвуар в церкви Пресвятой Девы Марии в Боттесфорде, где и было захоронено, причем никому не было позволено увидеть лицо покойного. Об этом необычном погребении в церкви сохранилась особая запись. Погребальная служба была проведена через два дня после похорон, во внутреннем храме замка Бельвуар. Вдова графа Ратленда Елизавета Сидни-Ратленд на похоронах не присутствовала и в завещании графа упомянута не была. Она умерла через несколько недель после похорон мужа, в возрасте 27 лет, и была похоронена в соборе Св. Павла в Лондоне, в могиле её отца Филипа Сидни. Тем не менее, в церкви Пресвятой Девы Марии в Боттесфорде можно видеть общее надгробие Роджера Меннерса и Елизаветы Сидни. Несмотря на существовавшую в Англии 17-го века традицию, ни один поэт, в том числе и те, кто бывал в гостях у Елизаветы Ратленд, не почтил память этих выдающихся представителей высшей английской знати поминальными стихами и поэмами.

## Кандидат в Шекспиры
В 1920-е годы авторы, поднимающие так называемый шекспировский вопрос, то есть не признающие, что автором шекспировских пьес является уроженец Стратфорда-на-Эйвоне Уильям Шакспер (так эти авторы пишут фамилию того, кого принято считать Шекспиром), включили в число возможных кандидатов в авторы шекспировских произведений и графа Ратленда. Эта идея была впервые предложена Д. Х. Мадден, наибольшую поддержку получила у немецкого автора Карла Бляйбтроя и далее была поддержана некоторыми другими авторами, которые в шекспироведении получили наименование «антистратфордианцы». Среди них и русский юрист, автор работ по риторике П. С. Пороховщиков, эмигрировавший в США и написавший книгу «Шекспир без маски». По версии И. Гилилова, 5-й граф Ратленд и его жена Елизавета Сидни являются подлинными авторами произведений, которые написал Шекспир. Доказательства этой версии представлены в книге Гилилова «Игра об Уильяме Шекспире, или Тайна великого феникса», 1997.
В пользу Ратленда говорят такие факты:
- учёба с датскими студентами Розенкранцем и Гильденстерном в Падуанском университете;
- студенческое прозвище Ратленда — Shake-speare, «потрясающий копьем»;
- перерыв в творчестве Шекспира с 1601 по 1603 год, когда Ратленд в результате мятежа Эссекса был заключен в Тауэр, а после суда был оштрафован и сослан;
- после мятежа, последующего судебного процесса над участниками и казни Эссекса Шекспир перешел от комедий к трагедиям;
- значительные изменения, внесенные Шекспиром в пьесу «Гамлет» сразу после поездки графа Ратленда в датский Эльсинор;
- прекращение литературной деятельности Шекспира в 1612 году, когда Ратленд умер.

Ратлендианская версия не является самой популярной среди антистратфордианцев (большинство их в настоящее время высказывается за кандидатуру графа Оксфорда, хотя Оксфорд умер в 1604 году, а произведения Шекспира продолжали появляться до 1612 года). Как и другие антистратфордианские версии, эта гипотеза отвергается научным сообществом шекспироведов как псевдонаучная. Так, согласно шекспироведам В. С. Макарову, С. Д. Радлову и Д. А. Иванову, «В Падуе никак не могли встретиться не только Розенкранц с Гильденстерном, но и граф Ратленд с ними обоими. Розенкранц учился в Падуе в 1587—1589 годах, Гильденстерн — в 1603 году, а граф Ратленд посетил Падую в 1596 году». Антистратфордианцы, в свою очередь, отвергают классическое шекспироведение, называя его «великим обманом», однако выражают благодарность стратфордианцам, которые, по их мнению, кропотливо работая над шекспировской темой, добывают все больше косвенных доказательств, что Шекспир — это не уроженец Стратфорда.